# Pirakovec
 Pirakovec  falu Horvátországban Zágráb megyében. Közigazgatásilag Vrbovechez tartozik.

## Fekvése
Zágrábtól 31 km-re északkeletre, községközpontjától 5 km-re nyugatra fekszik. 

## Története
1460-ban nemesi birtokként említik először, mely a rakolnoki uradalomhoz tartozott. Később az Erdődy család birtoka volt. 1880-ban területén feküdt az Erdeljsko nevű megszűnt telep.
A falunak 1857-ben 152, 1910-ben 223 lakosa volt. Trianonig Belovár-Kőrös vármegye Kőrösi járásához tartozott. 2001-ben 111 lakosa volt. 

## Lakosság
| Lakosság változása | Lakosság változása | Lakosság változása | Lakosság változása | Lakosság változása | Lakosság változása | Lakosság változása | Lakosság változása | Lakosság változása | Lakosság változása | Lakosság változása | Lakosság változása | Lakosság változása | Lakosság változása | Lakosság változása |
| ------------------ | ------------------ | ------------------ | ------------------ | ------------------ | ------------------ | ------------------ | ------------------ | ------------------ | ------------------ | ------------------ | ------------------ | ------------------ | ------------------ | ------------------ |
| 1857               | 1869               | 1880               | 1890               | 1900               | 1910               | 1921               | 1931               | 1948               | 1953               | 1961               | 1971               | 1981               | 1991               | 2001               |
| 152                | 159                | 177                | 188                | 207                | 223                | 247                | 241                | 193                | 190                | 180                | 149                | 130                | 116                | 111                |

## Nevezetességei
- Szent Kereszt kápolna.
- Tradicionális parasztházak.

## Külső hivatkozások
Vrbovec város hivatalos oldala